# Bombax ceiba
Bombax ceiba és una espècie de planta amb flors del gènere Bombax dins la família de les malvàcies (Malvaceae).

## Localització
Aquest arbre pogués tenir el seu origen en l'Índia, però es troba plantat àmpliament per Malàisia, Indonèsia, sud de la Xina, Hong Kong i Taiwan. Segons els escrits xinesos, el rei de Nam Yuet, Chiu To, li va regalar un arbre a l'Emperador de la dinastia Han en el segle II aC.

## Descripció
El Bombax ceiba és un arbre de clima tropical, que posseeix un tronc recte i esvelt. Posseeixen fulles caduques que les perden en hivern. Flors vermelles amb 5 pètals, que apareixen en la primavera, abans que surtin les fulles. Quan s'obren les peles dels fruits posseeixen fibres semblants al cotó. El seu tronc té espines amb la finalitat de defensa davant els atacs dels animals. Encara que el seu tronc a primera vista sembla bé com font de fusta, no obstant això la seva fusta és massa tova per a aquesta finalitat.
El cotó en les peles s'usava com un substitut del veritable cotó. Les seves flors són un dels ingredients que s'inclouen en el te xinès d'herbes.
En Guangdong es coneix aquest arbre com: muk min (木綿, lit. fusta de cotó) o hung min (紅綿, lit. cotó vermell). També se'l coneix com a: Ying Hung Shue (英雄樹, lit. arbre heroi), pel seu tronc recte i esvelt.
La flor d'aquest arbre és la flor emblema de Guangzhou i de Kaohsiung.

## Taxonomia
Aquesta espècie va ser publicada per primer cop l'any 1753 al primer volum de l'obra Species Plantarum del botànic suec Carl von Linné (1707-1778).

### Sinònims
Els següents noms científics són sinònims de Bombax ceiba:
- Sinònims homotípics

- Bombacopsis quinata Dugand
- Bombax quinatum Jacq.
- Pachira quinata W.S.Alverson
- Pochota quinata W.D.Stevens

- Sinònims heterotípics

- Bombax aculeatum L.
- Bombax ceiba Burm.f.
- Bombax ceiba var. leiocarpum A.Robyns
- Bombax heptaphyllum Cav.
- Bombax malabaricum DC.
- Bombax thorelii Gagnep.
- Bombax tussacii Urb.
- Gossampinus malabarica (DC.) Merr.
- Gossampinus rubra Buch.-Ham.
- Gossampinus thorelii (Gagnep.) Bakh.
- Salmalia malabarica (DC.) Schott & Endl.
- Melaleuca grandiflora Blanco